# Yuuji Horii
Yuuji Horii (堀井 雄二 Horii Yūji?) (născut 6 ianuarie 1954) este un designer japonez de jocuri video cunoscut pentru crearea seriei Dragon Quest.
Horii a absolvit Departamentul de Literatură a Universității Waseda. A lucrat și ca un scriitor pentru diverse jurnale, reviste și benzi desenate. S-a plasat într-un concurs de programare sponsorat de Enix cu un joc video de tenis, motivând-ul să devină un designer de jocuri. Lucrările sale includ jocurile Dragon Quest, The PORTOPIA Serial Murder Case, și seria Itadaki Street.
Horii a fost și unul din supraveghetorii jocului Chrono Trigger de pe SNES. Chrono Trigger a avut sfârșituri multiple și Horii a apărut în unul din ele împreună cu personalul de dezvoltare a jocului.
Horii este la capul propriei sale companii de producție, Armor Project, care are un contract de producție cu Square Enix, stabilit cu Enix înainte ca compania să se unească cu Square. El lucrează la Dragon Quest Swords: The Masked Queen and the Tower of Mirrors, un joc spin-off în seria Dragon Quest făcut pentru Nintendo Wii, și la Dragon Quest IX pentru Nintendo DS, primul joc din serie făcut pentru handheld.